# Златосел
Златосел (болг. Златосел) — село в Болгарии. Находится в Пловдивской области, входит в общину Брезово. Население составляет 215 человек.

## Политическая ситуация
Так как население села менее 250 человек,— село не имеет своего кмета и управляется кметским наместником назначаемым кметом общины. Кметский наместник в селе Златосел — Иван Ходжев.
Кмет (мэр) общины Брезово — Стоян Генчев Минчев (коалиция партий: Союз демократических сил, Болгарская социал-демократия, ВМРО — Болгарское национальное движение, Болгарский земледельческий народный союз, Земледельческий народный союз, Национальное движение за права и свободы) по результатам выборов.